# Llista d'aerolínies de l'Azerbaidjan
La següent és un llista d'aerolínies de l'Azerbaidjan que han rebut el Certificat d'Operador Aeri de l'Autoritat d'Aviació Civil de l'Azerbaidjan.

## Aerolínies actuals
| Aerolínia            | Nom en àzeri            | IATA | OACI | Distintiu     | Aeroports HUB                        |
| -------------------- | ----------------------- | ---- | ---- | ------------- | ------------------------------------ |
| Azal Avia Cargo      |                         |      | AHC  | AZALAVIACARGO | Aeroport Internacional Heydar Aliyev |
| Azerbaijan Airlines  | Azərbaycan Hava Yolları | J2   | AHY  | AZAL          | Aeroport Internacional Heydar Aliyev |
| Silk Way Airlines    |                         | ZP   | AZQ  | SILK LINE     | Aeroport Internacional Heydar Aliyev |
| SW Business Aviation |                         |      | ESW  | W-BUSINESS    | Aeroport Internacional Heydar Aliyev |

## Aerolínies desaparegudes
| Aerolínia      | Nom en àzeri       | IATA | OACI | Distintiu | Aeroports HUB                        | Fundació | Cessament | Notes |
| -------------- | ------------------ | ---- | ---- | --------- | ------------------------------------ | -------- | --------- | ----- |
| Imair Airlines | İmair Hava Yolları | ITX  | IK   | IMPROTEX  | Aeroport Internacional Heydar Aliyev | 1994     | 2009      |       |
| Turan Air      | Turan Aviaşirkəti  | 3T   | URN  | TURAN     | Aeroport Internacional Heydar Aliyev | 1994     | 2013      |       |